# Wills Point
Wills Point is een plaats (city) in de Amerikaanse staat Texas, en valt bestuurlijk gezien onder Van Zandt County.

## Demografie
Bij de volkstelling in 2000 werd het aantal inwoners vastgesteld op 3496.
In 2006 is het aantal inwoners door het United States Census Bureau geschat op 3883, een stijging van 387 (11,1%).

## Geografie
Volgens het United States Census Bureau beslaat de plaats een oppervlakte van
9,3 km², geheel bestaande uit land. Wills Point ligt op ongeveer 162 m boven zeeniveau.

## Plaatsen in de nabije omgeving
De onderstaande figuur toont nabijgelegen plaatsen in een straal van 24 km rond Wills Point.

## Geboren
- Jimmy LaFave (1955-2017), liedjesschrijver en muzikant